# Veronica Buffon
Veronica Buffon (Carrara, 14 febbraio 1975) è un'ex pallavolista italiana.

## Biografia
È sorella del calciatore Gianluigi e dell'ex pallavolista Guendalina.
Assieme al fratello Gianluigi è proprietaria sia dell'hotel Stella della Versilia a Marina di Massa sia di una società collegata al mondo immobiliare, la Gvg Immobiliare srl. La società omonima è partecipata con un 17% a testa dai cinque membri della famiglia Buffon, a cui si aggiunge il 15% di Stefano Turi, marito di Veronica.

## Carriera
Dopo le giovanili nelle squadre di Carrara, nel 1993 ha esordito in serie A1 con la Pallavolo Consorzio Ligure Apuano Carrara e fino al 1995 ha giocato nelle squadre della sua città natale.
Nella sua carriera ha giocato sia in serie A1 che in serie A2 e nel 1998-1999 ha raggiunto proprio la promozione in A2 con il Brums Preca Busto Arsizio.
Si è ritirata nel 2003.

## Palmarès

### Club

#### Competizioni nazionali
- Campionato italiano A2: 1

1998-1999